# Tour of Taihu Lake
Il Tour of Taihu Lake (it. Giro del Lago Tai Hu) è una corsa a tappe maschile di ciclismo su strada che si svolge annualmente attorno al lago Tai Hu, in Cina. Creata nel 2010 come corsa in linea, è stata inserita nel calendario dell'UCI Asia Tour, inizialmente nella classe 1.2.; nel 2011 è diventata una corsa a tappe di classe 2.2 e dal 2012 di classe 2.1. Nel 2023 entra a far parte del circuito UCI ProSeries.

## Albo d'oro
Aggiornato all'edizione 2024.
| Anno    | Vincitore                             | Secondo                               | Terzo                                 |
| ------- | ------------------------------------- | ------------------------------------- | ------------------------------------- |
| 2010    | David Kemp                            | Yang Jing                             | Serhij Hrečyn                         |
| 2011    | Boris Špilevskij                      | Alois Kaňkovský                       | Aaron Kemps                           |
| 2012    | Milan Kadlec                          | Floris Goesinnen                      | Choi Ki Ho                            |
| 2013    | Jurij Metlušenko                      | Alois Kaňkovský                       | Boris Špilevskij                      |
| 2014    | Sam Witmitz                           | Alois Kaňkovský                       | Jurgen van Diemen                     |
| 2015    | Jakub Mareczko                        | Andrea Palini                         | Marco Zanotti                         |
| 2016    | Leonardo Duque                        | Yonder Godoy                          | Peter Schulting                       |
| 2017    | Jakub Mareczko                        | Guillaume Boivin                      | Carlos Alzate                         |
| 2018    | Boris Vallée                          | Benjamin Dyball                       | Alexander Cataford                    |
| 2019    | Dylan Kennett                         | Boris Vallée                          | Matthias Brändle                      |
| 2020-21 | annullata per la Pandemia di COVID-19 | annullata per la Pandemia di COVID-19 | annullata per la Pandemia di COVID-19 |
| 2022    | non disputata                         | non disputata                         | non disputata                         |
| 2023    | George Jackson                        | Enrico Zanoncello                     | Jarne Van de Paar                     |
| 2024    | Jelte Krijnsen                        | Marcin Budziński                      | Wilmar Paredes                        |